# Dorothy Tennant
Dorothy Tennant, född den 22 mars 1855 i London, död den 5 oktober 1926, var en brittisk målare. Hon var gift med upptäcktsresanden Henry Morton Stanley.
Tennant föddes i London som dotter till Charles Tennant och Gertrude Barbara Rich Collier (1819–1918). Hon studerade måleri för Edward Poynter vid Slade School of Fine Art, och för Jean-Jacques Henner i Paris. 

## Målningar (urval)

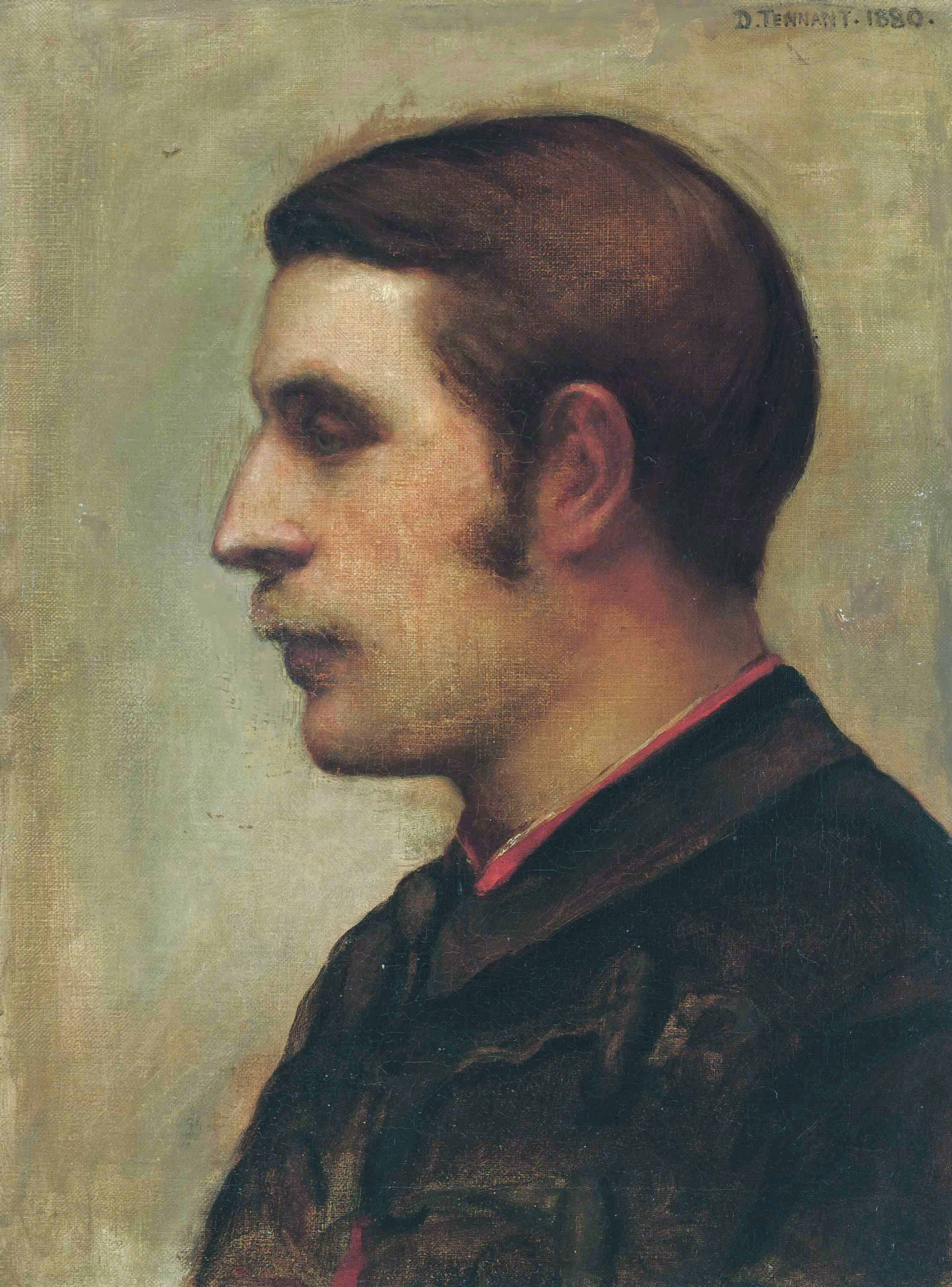
Lord Henry Morton Stanley.
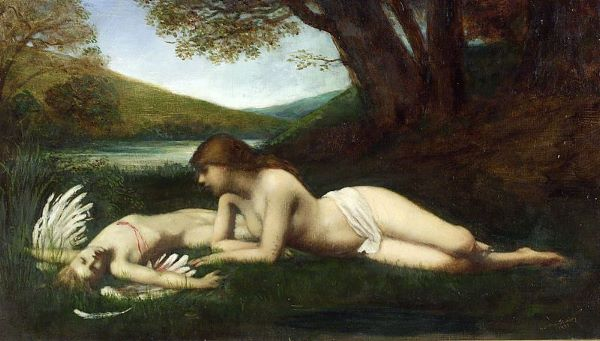
L'Amour Blessé.
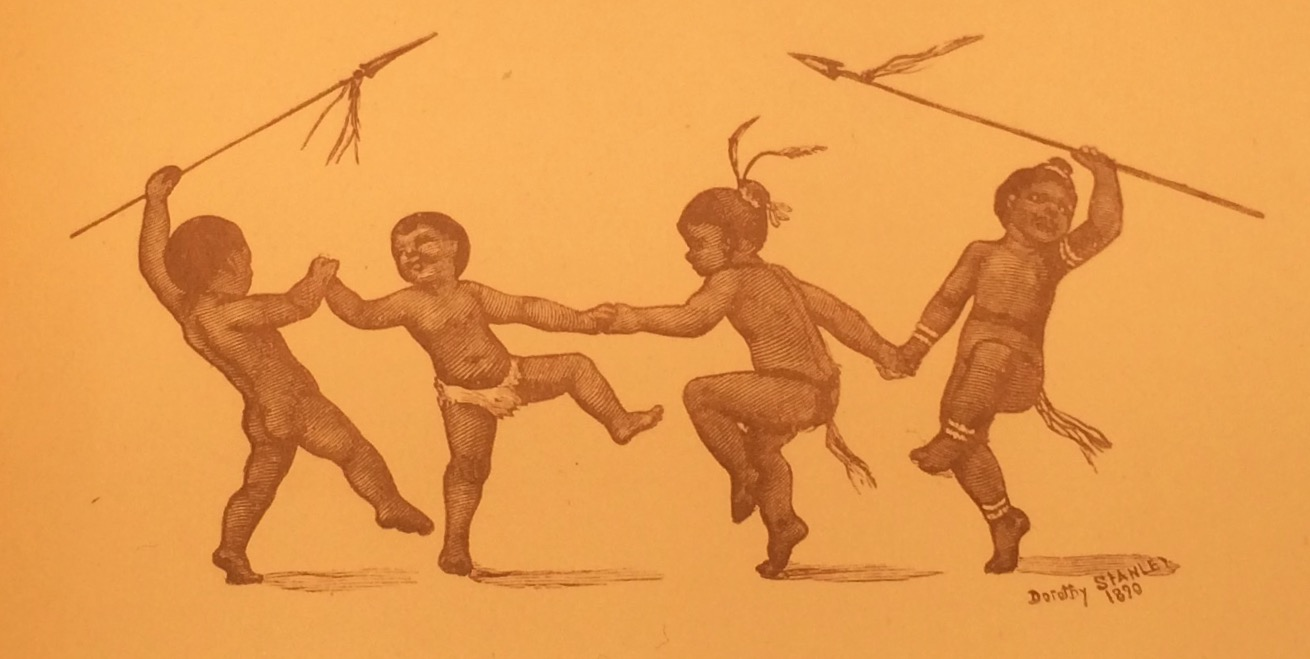
Illustration till Emin Pasha and the Rebellion at the Equator.